# Đội tuyển bóng đá nữ quốc gia Thái Lan năm 2019 – nay
Bài viết này liệt kê các kết quả và lịch thi đấu của đội tuyển bóng đá nữ quốc gia Thái Lan.

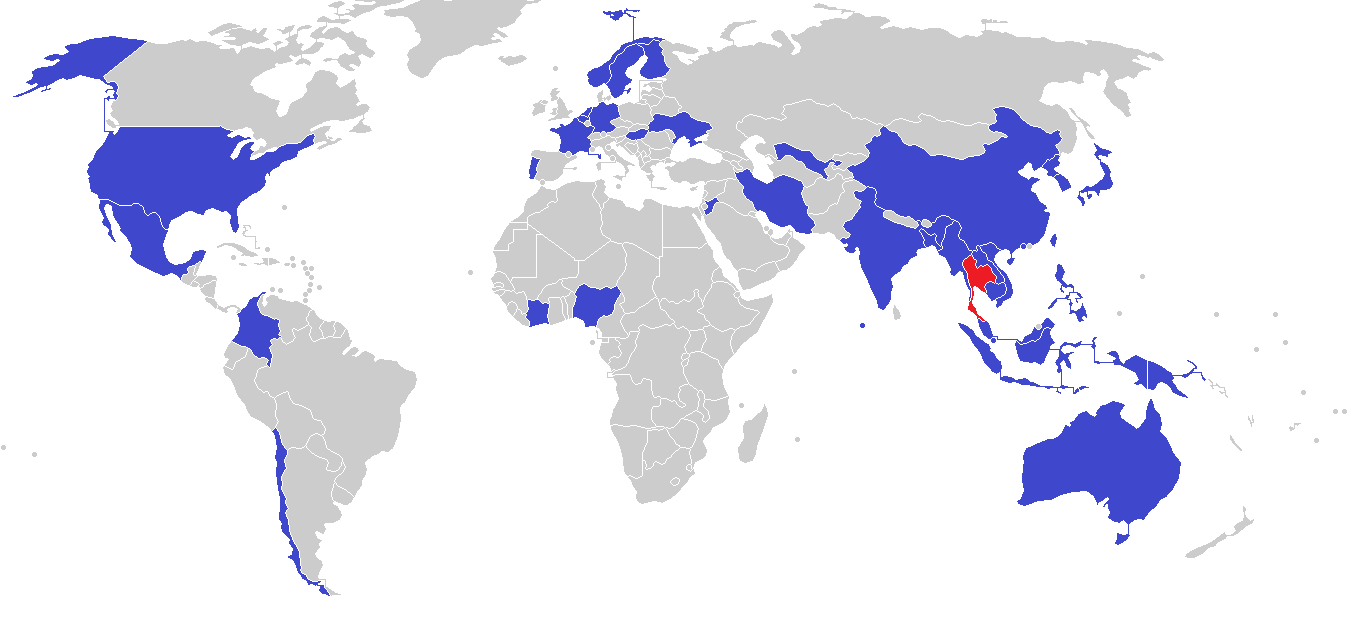
Đối thủ của đội tuyển bóng đá nữ quốc gia Thái Lan, tính đến tháng 12 năm 2021

## 2019
| 27 tháng 2 năm 2019 Cyprus Cup | Thái Lan                                             | 4–0 | Hungary | Larnaca, Síp                       |  |
| 18:00 UTC+02:00                | - Rattikan 11', 49' - Orathai 45+2' - Suchawadee 86' |     |         | Sân vận động: Antonis Papadopoulos |  |

| 1 tháng 3 năm 2019 Cyprus Cup | Thái Lan        | 1–2 | México                   | Larnaca, Síp      |  |
| 13:00 UTC+02:00               | - Taneekarn 48' |     | - Corral 3' (ph.đ.), 84' | Sân vận động: GSZ |  |

| 4 tháng 3 năm 2019 Cyprus Cup | Ý                                                                 | 4–1 | Thái Lan      | Larnaca, Síp            |  |
| 13:00 UTC+02:00               | - Bonansea 19' - Sabatino 54' - Galli 57' - Natthakarn 89' (l.n.) |     | Taneekarn 67' | Sân vận động: AEK Arena |  |

| 6 tháng 3 năm 2019 Cyprus Cup | Nigeria                           | 3–0 | Thái Lan | Paralimni, Síp          |  |
| 15:00 UTC+02:00               | - Oshoala 23' - Ebi 28' - Imo 74' |     |          | Sân vận động: Paralimni |  |

| 25 tháng 5 năm 2019 Giao hữu | Pháp                           | 3–0 | Thái Lan | Orléans, Pháp                                                                                 |  |
| 16:00 UTC+2                  | Bussaglia 60' · Diani 78', 86' |     |          | Sân vận động: Sân vận động Source Lượng khán giả: 7.000 Trọng tài: Lina Lehtovaara (Phần Lan) |  |

| 1 tháng 6 năm 2019 Giao hữu | Bỉ                                                                   | 6–1 | Thái Lan      | Leuven, Bỉ              |  |
| 15:30 UTC+2                 | Van Kerkhoven 2', 50', 52' · Wullaert 18' · Cayman 74' · Daniëls 87' |     | Kanjana 90+2' | Sân vận động: Den Dreef |  |

| 11 tháng 6 năm 2019 World Cup | Hoa Kỳ | 13–0     | Thái Lan | Reims, Pháp                                                                                              |  |
| 21:00 UTC+2                   | - Morgan 12', 53', 74', 81', 87' - Lavelle 20', 56' - Horan 32' - Mewis 50', 54' - Rapinoe 79' - Pugh 84' - Lloyd 90+2' | Chi tiết |          | Sân vận động: Sân vận động Auguste-Delaune Lượng khán giả: 18,591 Trọng tài: Laura Fortunato (Argentina) |  |

| 16 tháng 6 năm 2019 World Cup | Thụy Điển                                                                      | 5–1      | Thái Lan        | Nice, Pháp                                                                                |  |
| 15:00 UTC+2                   | - Sembrant 6' - Asllani 19' - Rolfö 42' - Hurtig 81' - Rubensson 90+6' (ph.đ.) | Chi tiết | - Kanjana 90+1' | Sân vận động: Allianz Riviera Lượng khán giả: 9,354 Trọng tài: Salima Mukansanga (Rwanda) |  |

| 20 tháng 6 năm 2019 World Cup | Thái Lan | 0–2      | Chile                               | Rennes, Pháp                                                                                   |  |
| 21:00 UTC+2                   |          | Chi tiết | - Waraporn 48' (l.n.) - Urrutia 80' | Sân vận động: Roazhon Park Lượng khán giả: 13,567 Trọng tài: Anna-Marie Keighley (New Zealand) |  |

| 17 tháng 8 năm 2019 AFF Cup | Singapore | 0–8      | Thái Lan                                                                                                 | Chon Buri, Thái Lan                                                                 |  |
| 15:00 UTC+7                 |           | Chi tiết | - Boothduang 3', 67', 90+3' - Thongsombut 30' - Waenngoen 45' - Pengngam 72' - Makris 75' - Pram-Nak 83' | Sân vận động: IPE Chon Buri Lượng khán giả: 100 Trọng tài: Công Thị Dung (Việt Nam) |  |

| 19 tháng 8 năm 2019 AFF Cup | Thái Lan | 9–0      | Đông Timor | Chon Buri, Thái Lan                                                                |  |
| 15:00 UTC+7                 | - Chaiyarak 1' - Mendonca 11' (l.n.) - Waenngoen 45', 90' - Sung-Ngoen 50', 60' - Nildhamrong 63', 90+2' - Sornsai 64' | Chi tiết |            | Sân vận động: IPE Chon Buri Lượng khán giả: 70 Trọng tài: Công Thị Dung (Việt Nam) |  |

| 21 tháng 8 năm 2019 AFF Cup | Philippines        | 2–4      | Thái Lan                                            | Chon Buri, Thái Lan                                                                  |  |
| 18:00 UTC+7                 | - Quezada 11', 66' | Chi tiết | - Chaiyarak 16' - Boothduang 74', 90' - Intamee 75' | Sân vận động: IPE Chon Buri Lượng khán giả: 100 Trọng tài: Oh Hyeon-jeong (Hàn Quốc) |  |

| 23 tháng 8 năm 2019 AFF Cup | Thái Lan                                                          | 7–0      | Malaysia | Chon Buri, Thái Lan                                                                        |  |
| 18:00 UTC+7                 | - Pengngam 2', 14', 35', 86' - Waenngoen 26' - Saengchan 43', 47' | Chi tiết |          | Sân vận động: IPE Chon Buri Lượng khán giả: 150 Trọng tài: Abirami Abpai Naidu (Singapore) |  |

| 25 tháng 8 năm 2019 AFF Cup | Thái Lan                                      | 3–1      | Myanmar                 | Chon Buri, Thái Lan                                                            |  |
| 18:00 UTC+7                 | - Sornsai 20' - Thongsombut 81' - Intamee 88' | Chi tiết | - Khin Marlar Tun 90+3' | Sân vận động: IPE Chon Buri Lượng khán giả: 200 Trọng tài: Rebecca Durcau (Úc) |  |

| 27 tháng 8 năm 2019 AFF Cup | Thái Lan | 0–1      | Việt Nam                | Chon Buri, Thái Lan                                                                        |  |
| 18:00 UTC+7                 |          | Chi tiết | - Huỳnh Như 83' 95' 93' | Sân vận động: IPE Chon Buri Lượng khán giả: 300 Trọng tài: Abirami Abpai Naidu (Singapore) |  |

## 2020
| 25 tháng 1 năm 2020 Giao hữu | Myanmar         | 1–2 | Thái Lan                      | Mandalay, Myanmar           |  |
| 16:30 UTC+6:30               | - July Kyaw 84' |     | - Waenngoen 16' - Somnonk 20' | Sân vận động: Mandalarthiri |  |

| 25 tháng 1 năm 2020 Giao hữu | Myanmar            | 1–1 | Thái Lan       | Mandalay, Myanmar           |  |
| 16:30 UTC+6:30               | - Khin Moe Wai 18' |     | - Pengngam 50' | Sân vận động: Mandalarthiri |  |

| 3 tháng 2 năm 2020 Vòng loại Olympic | Thái Lan | 0–1      | Đài Bắc Trung Hoa | Sydney, Úc                                                         |  |
| 19:30 UTC+11                         |          | Chi tiết | - Ting Chi 19'    | Sân vận động: Campbelltown Trọng tài: Yoshimi Yamashita (Nhật Bản) |  |

| 7 tháng 2 năm 2020 Vòng loại Olympic | Trung Quốc | 6–1 | Thái Lan | Sydney, Úc                 |  |
| 16:30 UTC+11                         |            |     |          | Sân vận động: Campbelltown |  |

| 10 tháng 2 năm 2020 Vòng loại Olympic | Thái Lan | 0–6 | Úc | Sydney, Úc                 |  |
| 19:30 UTC+11                          |          |     |    | Sân vận động: Campbelltown |  |

## 2021
| 19 tháng 9 năm 2021 Vòng loại Cúp bóng đá nữ châu Á 2022 Bảng H | Malaysia | 0–4      | Thái Lan                              | Al-Ram, Palestine                                           |  |
| 15:30 UTC+3                                                     |          | Chi tiết | Kanyanat 1', 37', 90+2' · Nutwadee 2' | Sân vận động: Sân vận động Faisal Al-Husseini International |  |

| 25 tháng 9 năm 2021 Vòng loại Cúp bóng đá nữ châu Á 2022 Bảng H | Thái Lan                                                           | 7–0      | Palestine | Al-Ram, Palestine                                           |  |
| 15:30 UTC+3                                                     | Janista 45+2', 90+6' · Silawan 45+2', 76' · Irrvadee 47', 62', 82' | Chi tiết |           | Sân vận động: Sân vận động Faisal Al-Husseini International |  |

## 2022
| 21 tháng 1 năm 2022 Cúp bóng đá nữ châu Á 2022 | Thái Lan | 0–1      | Philippines       | Navi Mumbai, Ấn Độ                                                      |  |
| 17:30 UTC+5:30                                 |          | Chi tiết | - C. McDaniel 81' | Sân vận động: Sân vận động DY Patil Trọng tài: Công Thị Dung (Việt Nam) |  |

| 24 tháng 1 năm 2022 Cúp bóng đá nữ châu Á 2022 | Indonesia | 0–4      | Thái Lan                                 | Navi Mumbai, Ấn Độ                                                          |  |
| 17:30 UTC+5:30                                 |           | Chi tiết | - Chetthabutr 27', 36', 71' - Makris 76' | Sân vận động: Sân vận động DY Patil Trọng tài: Yoshimi Yamashita (Nhật Bản) |  |

| 27 tháng 1 năm 2022 Cúp bóng đá nữ châu Á 2022 | Úc                          | 2–1      | Thái Lan        | Mumbai, Ấn Độ                                                                  |  |
| 19:30 UTC+5:30                                 | - van Egmond 39' - Kerr 80' | Chi tiết | - Nipawan 90+3' | Sân vận động: Sân vận động bóng đá Mumbai Trọng tài: Thein Thein Aye (Myanmar) |  |

| 30 tháng 1 năm 2022 Cúp bóng đá nữ châu Á 2022 | Nhật Bản                                                                       | 7–0      | Thái Lan | Navi Mumbai, Ấn Độ                                                        |  |
|                                                | - Sugasawa 27', 65' (ph.đ.), 80', 83' - Miyazawa 45+2' - Sumida 48' - Ueki 76' | Chi tiết |          | Sân vận động: Sân vận động bóng đá DY Patil Trọng tài: Casey Reibelt (Úc) |  |

| 2 tháng 2 năm 2022 Play-off Cúp bóng đá nữ châu Á 2022 | Thái Lan | 0–2             | Việt Nam                          | Navi Mumbai, Ấn Độ                                                           |  |
|                                                        |          | Chi tiết (FIFA) | Huỳnh Như 19' · Thái Thị Thảo 24' | Sân vận động: Sân vận động DY Patil Trọng tài: Edita Mirabidova (Uzbekistan) |  |

| 4 tháng 2 năm 2022 Play-off Cúp bóng đá nữ châu Á 2022 | Đài Bắc Trung Hoa                            | 3–0 | Thái Lan | Navi Mumbai, Ấn Độ                                                     |  |
|                                                        | - Su Yu-hsuan 44', 84' - Chen Ying-hui 90+3' |     |          | Sân vận động: Sân vận động DY Patil Trọng tài: Kim Yu-jeong (Hàn Quốc) |  |

| 10 tháng 5 năm 2022 Bóng đá nữ SEA Games 31 | Thái Lan                                      | 3–0      | Singapore | Quảng Ninh, Việt Nam                                                                     |  |
| 19:00 UTC+7                                 | - Kanyanat 7' - Nutwadee 17' - Chatchawan 21' | Chi tiết |           | Sân vận động: Sân vận động Cẩm Phả Lượng khán giả: 5,000 Trọng tài: Lê Thị Ly (Việt Nam) |  |

| 13 tháng 5 năm 2022 Bóng đá nữ SEA Games 31 | Thái Lan        | 1–1      | Myanmar               | Quảng Ninh, Việt Nam                                                  |  |
| 19:00 UTC+7                                 | - Irravadee 13' | Chi tiết | - Win Theingi Tun 79' | Sân vận động: Sân vận động Cẩm Phả Trọng tài: Saltanat Noroozi (Iran) |  |

| 15 tháng 5 năm 2022 Bóng đá nữ SEA Games 31 | Lào | 0–5      | Thái Lan                                                     | Quảng Ninh, Việt Nam                                                    |  |
| 19:00 UTC+7                                 |     | Chi tiết | - Chatchawan 17' - Taneekarn 44', 60', 85' - Ploychompoo 57' | Sân vận động: Sân vận động Cẩm Phả Trọng tài: Doumouh Al Bakkar (Liban) |  |

| 18 tháng 5 năm 2022 Bóng đá nữ SEA Games 31 | Thái Lan                                          | 3–0      | Philippines | Quảng Ninh, Việt Nam                                                                    |  |
| 15:30 UTC+7                                 | - Silawan 22' - Taneekarn 47' - Ploychompoo 90+1' | Chi tiết |             | Sân vận động: Sân vận động Cẩm Phả Lượng khán giả: 3,565 Trọng tài: Rebecca Durcau (Úc) |  |

| 21 tháng 5 năm 2022 Bóng đá nữ SEA Games 31 | Việt Nam        | 1–0      | Thái Lan | Quảng Ninh, Việt Nam                                                                   |  |
| 19:00 UTC+7                                 | - Huỳnh Như 59' | Chi tiết |          | Sân vận động: Sân vận động Cẩm Phả Lượng khán giả: 16,020 Trọng tài: Om Choki (Bhutan) |  |

| 4 tháng 7 năm 2022 Giải vô địch bóng đá nữ Đông Nam Á 2022 | Indonesia | 0–4      | Thái Lan                                     | Imus, Philippines                       |  |
| 19:00 UTC+8                                                |           | Chi tiết | - Alisa 3', 88' - Tipkritta 10' - Sawang 69' | Sân vận động: Thành phố Imus Grandstand |  |

| 6 tháng 7 năm 2022 Giải vô địch bóng đá nữ Đông Nam Á 2022 | Thái Lan                         | 2–2      | U-23 Úc                            | Imus, Philippines                       |  |
| 19:00 UTC+8                                                | - Kanyanat 41' - Ploychompoo 60' | Chi tiết | - Sayer 18' - Hawkesby 26' (ph.đ.) | Sân vận động: Thành phố Imus Grandstand |  |

| 8 tháng 7 năm 2022 Giải vô địch bóng đá nữ Đông Nam Á 2022 | Thái Lan                                        | 3–0      | Singapore | Imus, Philippines                       |  |
| 19:00 UTC+8                                                | - Saengrawee 22' - Tipkritta 49' - Jiraporn 72' | Chi tiết |           | Sân vận động: Thành phố Imus Grandstand |  |

| 10 tháng 7 năm 2022 Giải vô địch bóng đá nữ Đông Nam Á 2022 | Malaysia | 0–4      | Thái Lan                                                          | Imus, Philippines                       |  |
| 19:00 UTC+8                                                 |          | Chi tiết | - Ploychompoo 25' - Pattaranan 55' - U-raiporn 74' - Nutwadee 86' | Sân vận động: Thành phố Imus Grandstand |  |

| 12 tháng 7 năm 2022 Giải vô địch bóng đá nữ Đông Nam Á 2022 | Thái Lan       | 1–0      | Philippines | Biñan, Philippines                       |  |
| 19:00 UTC+8                                                 | - Kanyanat 75' | Chi tiết |             | Sân vận động: Sân vận động bóng đá Biñan |  |

| 15 tháng 7 năm 2022 Giải vô địch bóng đá nữ Đông Nam Á 2022 | Thái Lan | 2–0 | Myanmar | Manila, Philippines                  |  |
| 16:00 UTC+8                                                 |          |     |         | Sân vận động: Rizal Memorial Stadium |  |

| 17 tháng 7 năm 2022 Giải vô địch bóng đá nữ Đông Nam Á 2022 | Thái Lan | 0–3 | Philippines | Manila, Philippines                  |
|                                                             |          |     |             | Sân vận động: Rizal Memorial Stadium |

| 15 tháng 11 năm 2022 Giao hữu | Úc                    | 2–0      | Thái Lan | Gosford, Australia                                                                                           |  |
| 19:30 UTC+11                  | - Kerr 40' - Raso 47' | Chi tiết |          | Sân vận động: Sân vận động Central Coast Lượng khán giả: 11,271 Trọng tài: Anna-Marie Keighley (New Zealand) |  |

## 2023
| 18 tháng 1 Giao hữu | Thái Lan                   | 2–0 | Đài Bắc Trung Hoa | Pathum Thani, Thái Lan |  |
| 16:00 UTC+7         | Saowalak Pengngam 29', 65' |     |                   | Sân vận động: BG       |  |

| 18 tháng 2 Play-off liên lục địa 2023 | Cameroon                   | 2–0      | Thái Lan | Hamilton, New Zealand                                                            |  |
| 13:00 UTC+7                           | Gabrielle Onguéné 79', 81' | Chi tiết |          | Sân vận động: Waikato Lượng khán giả: 1,021 Trọng tài: Melissa Borjas (Honduras) |  |

| 21 tháng 2 Giao hữu | Thái Lan                | 1–1      | Sénégal                          | Hamilton, New Zealand                                        |  |
| 13:00 UTC+7         | - Janista Jinantuya 17' | Chi tiết | - Ndeye Awa Diakhaté 67' (ph.đ.) | Sân vận động: Waikato Trọng tài: Emikar Calderas (Venezuela) |  |

| 1 tháng 4 Vòng 1 Vòng loại bóng đá nữ Olympic 2024 khu vực châu Á | Singapore | 0–6      | Thái Lan | Chonburi, Thái Lan                                                              |  |
| 17:00 UTC+7                                                       |           | Chi tiết | - Orapin Waenngoen 7' - Pluemjai Sontisawat 21', 65' - Saowalak Pengngam 57', 77' - Panittha Jeeratanapavibul 86' | Sân vận động: Chonburi Lượng khán giả: 500 Trọng tài: Thein Thein Aye (Myanmar) |  |

| 7 tháng 4 Vòng 1 Vòng loại bóng đá nữ Olympic 2024 khu vực châu Á | Thái Lan | 6–0      | Mông Cổ | Chonburi, Thái Lan                                     |  |
| 17:00 UTC+7                                                       | - Nutwadee Pram-nak 11' - Pattaranan Aupachai 16' - Ploychompoo Somnuek 27' - Orawan Keereesuwannakul 50' - Jiraporn Mongkoldee 68' (ph.đ.), 90+1' | Chi tiết |         | Sân vận động: Chonburi Trọng tài: Yu Hong (Trung Quốc) |  |

| 3 tháng 5 Đại hội Thể thao Đông Nam Á 2023 | Thái Lan                                                                                       | 4–0 | Singapore | Phnôm Pênh, Campuchia |  |
| 16:00 UTC+7                                | - Saowalak Pengngam 5' - Orapin Waenngoen 19' - Nipawan Panyosuk 28' - Jiraporn Mongkoldee 68' |     |           | Sân vận động: RCAF Cũ |  |

| 6 tháng 5 Đại hội Thể thao Đông Nam Á 2023 | Lào | 0–6 | Thái Lan | Phnôm Pênh, Campuchia |  |
| 16:00 UTC+7                                |     |     | - Jiraporn Mongkoldee 9', 40', 90+6' - Saowalak Pengngam 19' - Thanchanok Jansri 54' - Orapin Waenngoen 65' | Sân vận động: RSN     |  |

| 9 tháng 5 Đại hội Thể thao Đông Nam Á 2023 | Campuchia | 0–3 | Thái Lan                                                                              | Phnôm Pênh, Campuchia |  |
| 20:00 UTC+7                                |           |     | - Panittha Jeeratanapavibul 23' - Nualanong Muensri 45+2' - Jiraporn Mongkoldee 90+3' | Sân vận động: RSN     |  |

| 12 tháng 5 Đại hội Thể thao Đông Nam Á 2023 - Bán kết | Thái Lan                                       | 2–4 | Myanmar                                                                            | Phnôm Pênh, Campuchia |  |
| 16:00 UTC+7                                           | - Saowalak Pengngam 10' - Orapin Waenngoen 18' |     | - Yu Per Khine 43' - Win Theingi Tun 48' - Phyu Phyu Win 52' - Myat Noe Khin 90+2' | Sân vận động: RCAF Cũ |  |

| 15 tháng 5 Đại hội Thể thao Đông Nam Á 2023 - Tranh huy chương đồng | Campuchia | 0–6 | Thái Lan | Phnôm Pênh, Campuchia                                  |  |
| 16:00 UTC+7                                                         |           |     | - Saowalak Pengngam 16', 33' - Jiraporn Mongkoldee 25' - Panittha Jeeratanapavibul 52' - Pattaranan Aupachai 54', 88' | Sân vận động: Olympic Trọng tài: Tian Jin (Trung Quốc) |  |

| 13 tháng 8 Giao hữu | Hồng Kông | 0–5 | Thái Lan | Thanh Y, Hồng Kông             |  |
| 15:30 UTC+7         |           |     | - Chatchawan Rodthong 1' - Saowalak Pengngam] 30' (ph.đ.), 45' - Kanyanat Chetthabutr 33' - Natcha Keawanta 90+3' | Sân vận động: thể thao Thanh Y |  |

| 24 tháng 9 Đại hội Thể thao châu Á 2022 - Vòng bảng | Ấn Độ | 0–1      | Thái Lan                 | Ôn Châu, Trung Quốc                                                                                     |  |
| 18:30 UTC+7                                         |       | Chi tiết | - Parichat Thongrong 51' | Sân vận động: Trung tâm thể thao Olympic Ôn Châu Lượng khán giả: 16,047 Trọng tài: Lê Thị Lý (Việt Nam) |  |

| 27 tháng 9 Đại hội Thể thao châu Á 2022 - Vòng bảng | Thái Lan | 0–1 | Đài Bắc Trung Hoa                 | Ôn Châu, Trung Quốc                                                                 |  |
| 18:30 UTC+7                                         |          |     | - Phornphirun Philawan 36' (l.n.) | Sân vận động: Trung tâm thể thao Olympic Ôn Châu Trọng tài: Kim Yu-jeong (Hàn Quốc) |  |

| 30 tháng 9 Đại hội Thể thao châu Á 2022 - Tứ kết | Trung Quốc                                                  | 4–0      | Thái Lan | Hàng Châu, Trung Quốc                                                                                        |  |
| 19:00 UTC+7                                      | - Wang Shan-shan 3' - Wang Shuang 41', 51' - Yang Li-na 81' | Chi tiết |          | Sân vận động: Trung tâm Thể thao Lâm Bình Lượng khán giả: 7,932 Trọng tài: Bernatskaia Veronika (Kyrgyzstan) |  |

| 26 tháng 10 Vòng 2 Vòng loại bóng đá nữ Olympic 2024 khu vực châu Á | Hàn Quốc | 10–1     | Thái Lan                   | Hạ Môn, Trung Quốc                                                               |  |
| 14:30 UTC+7                                                         | - Casey Phair 33', 56', 66' - Chun Ga-ram 36', 49', 75' - Kang Chae-rim 39', 54' - Lee Geum-min 68' - Moon Mi-ra 72' | Chi tiết | - Rinyaphat Moondong 90+3' | Sân vận động: Egret Hạ Môn Lượng khán giả: 2,269 Trọng tài: Lê Thị Lý (Việt Nam) |  |

| 29 tháng 10 Vòng 2 Vòng loại bóng đá nữ Olympic 2024 khu vực châu Á | Thái Lan | 0–3      | Trung Quốc                                             | Hạ Môn, Trung Quốc                                                                        |  |
| 18:35 UTC+7                                                         |          | Chi tiết | - Yan Jin-jin 15' - Chen Qiao-zhu 68' - Wurigumula 80' | Sân vận động: Egret Hạ Môn Lượng khán giả: 20,706 Trọng tài: Yoshimi Yamashita (Nhật Bản) |  |

| 1 tháng 11 Vòng 2 Vòng loại bóng đá nữ Olympic 2024 khu vực châu Á | Thái Lan | 0–7      | CHDCND Triều Tiên                                                                                    | Hạ Môn, Trung Quốc                                                                     |  |
| 14:30 UTC+7                                                        |          | Chi tiết | - Kim Kyong-yong 22', 27', 59' - Sung Hyang-sim 24' - Kim Jong-sim 80' - Ri Hak 86' - Ju Hyo-sim 89' | Sân vận động: Egret Hạ Môn Lượng khán giả: 869 Trọng tài: Plong Pich Akara (Campuchia) |  |

## 2024
| 6 tháng 4 Giao hữu | New Zealand | 4–0      | Thái Lan | Christchurch, New Zealand       |  |
| 09:00 UTC+7        |             | Chi tiết |          | Sân vận động: Rugby League Park |  |

| 9 tháng 4 Giao hữu | New Zealand | 0–0      | Thái Lan | Christchurch, New Zealand       |  |
| 13:00 UTC+7        |             | Chi tiết |          | Sân vận động: Rugby League Park |  |

| 4 tháng 8 Giao hữu | Thái Lan                                                    | 2–1 | Đài Bắc Trung Hoa | Băng Cốc, Thái Lan                                    |  |
| 18:00 UTC+7        | Kanchanathat Poomsri 85' (ph.đ.) · Parichat Thongrong 90+2' |     | Lee Yi-wei 71'    | Sân vận động: PAT Trọng tài: Lê Thị Phương (Việt Nam) |  |

| 23 tháng 10 Giao hữu | Thái Lan | 0–2 | Venezuela                                    | Thành phố México, México                 |  |
| --:--                |          |     | - Ysaura Viso 7' - Oriana Altuve 75' (ph.đ.) | Sân vận động: Centro de Alto Rendimiento |  |

| 30 tháng 10 Giao hữu | México                                                                    | 4–0 | Thái Lan | Toluca, México                     |  |
| 08:00 UTC+7          | - Christina Burkenroad 15' - Alice Soto 47', 90+2' - Maricarmen Reyes 88' |     |          | Sân vận động: Estadio Nemesio Díez |  |

## 2025
| 20 tháng 2 Pink Ladies Cup 2025 | Nga                                                                       | 3–1      | Thái Lan                | Al Hamriyah, UAE                             |  |
| 22:00 UTC+7                     | Natalia Morozova 15' · Darina Ishmukhametova 48' · Valentina Smirnova 67' | Chi tiết | Jiraporn Mongkoldee 35' | Sân vận động: Câu lạc bộ thể thao Al Hamriya |  |

| 23 tháng 2 Pink Ladies Cup 2025 | Thái Lan | 0–4      | Hàn Quốc                                                                | Al Hamriyah, UAE                             |  |
| 18:00 UTC+7                     |          | Chi tiết | - Lee Geum-min 24' - Choe Yu-ri 32' - Ji So-yun 45+2' - Moon Eun-ju 77' | Sân vận động: Câu lạc bộ thể thao Al Hamriya |  |

| 26 tháng 2 Pink Ladies Cup 2025 | Uzbekistan | 0–0 | Thái Lan | Al Hamriyah, UAE                             |  |
| 18:00 UTC+7                     |            |     |          | Sân vận động: Câu lạc bộ thể thao Al Hamriya |  |

| 5 tháng 4 Giải đấu quốc tế Vĩnh Xuyên | Zambia                                       | 2–3 | Thái Lan                                                                                 | Trùng Khánh, Trung Quốc                                      |  |
| 18:35 UTC+7                           | - Racheal Nachula 45' - Ochumba Lubandji 60' |     | - Thawanrat Promthongmee 36' - Karnjanathat Phomsri 69' - Saowalak Peng-ngam 73' (ph.đ.) | Sân vận động: Vĩnh Xuyên Trọng tài: Mu Ming-xin (Trung Quốc) |  |

| 8 tháng 4 Giải đấu quốc tế Vĩnh Xuyên | Trung Quốc                                                    | 5–1      | Thái Lan                   | Trùng Khánh, Trung Quốc                                  |  |
| 19:35 UTC+8                           | - Shao Zi-qin 2', 11', 83' - Zhang Xin 47' - Wang Ai-fang 84' | Chi tiết | - Karnjanathat Phomsri 48' | Sân vận động: Vĩnh Xuyên Trọng tài: Lê Thị Lý (Việt Nam) |  |

| 30 tháng 5 Giao hữu | Thái Lan | v | Nepal | Thái Lan |  |
|                     |          |   |       |          |  |

| 2 tháng 6 Giao hữu | Thái Lan | v | Nepal | Thái Lan |  |
|                    |          |   |       |          |  |

| 26 tháng 6 Vòng loại Cúp bóng đá nữ châu Á 2026 | Đông Timor | v | Thái Lan | Chiang Mai, Thái Lan |  |
|                                                 |            |   |          |                      |  |

| 29 tháng 6 Vòng loại Cúp bóng đá nữ châu Á 2026 | Thái Lan | v | Iraq | Chiang Mai, Thái Lan |  |
|                                                 |          |   |      |                      |  |

| 2 tháng 7 Vòng loại Cúp bóng đá nữ châu Á 2026 | Mông Cổ | v | Thái Lan | Chiang Mai, Thái Lan |  |
|                                                |         |   |          |                      |  |

| 5 tháng 7 Vòng loại Cúp bóng đá nữ châu Á 2026 | Ấn Độ | v | Thái Lan | Chiang Mai, Thái Lan |  |
|                                                |       |   |          |                      |  |